# 顧應祥
顧應祥（1483年—1565年），字惟賢，號箬溪，浙江長興縣民籍，直隸長洲縣人，明朝政治人物。

## 生平
早年受業于王守仁。浙江鄉試第七十二名，弘治十八年（1505年）乙丑科進士。授饒州府推官，桃源寇亂，掠樂平縣知縣以去。應祥單身入賊壘，救出知縣，賊亦解散去。入為錦衣衛經歷，正德十年（1515年）十一月升任廣東僉事，擒勦海冦雷振等，半歲三捷。正德十四年（1519年）七月升江西副使，分巡南昌。值宸濠亂定，撫循瘡痍，招集流亡，皆善後事宜。历陕西苑马寺卿，嘉靖六年（1527年）四月升山东左参政，轉山东按察使，嘉靖九年（1530年）四月升本省右布政使，嘉靖十一月升都察院右副都御史、巡抚云南。十二年十二月以母喪回籍，以违例擅歸，革职閑住。嘉靖二十七年七月復除云南巡抚，二十八年七月升南京兵部右侍郎，二十九年六月升刑部尚书，嘉靖三十年二月改任南京刑部尚書，嘉靖三十三年二月令致仕，嘉靖四十四年（1565年）九月卒，年八十三。贈太子少保。

## 著作
- 《静虚斋惜阴录》十二卷附录一卷[4]。
- 《人代纪要》三十卷[5]。
- 《箬溪疏草》六卷[6]。
- 《僧害》[7]。

## 家族
曾祖顧懷德；祖父顧達，□□□；父顧昶（1449年-1539年），字永暉，母楊氏，初封安人、赠淑人。具庆下。生四子：长应祯、次即应祥、次应时，县学生；次应元，国子生。